# Capela romano-catolică din Sânmartin, Harghita
Capela romano-catolică din Sânmartin, cu hramul „Trupul Sfânt al lui Isus Hristos”, a fost construită în 1564, modificată în 1743. Lăcașul de cult figurează pe lista monumentelor istorice din anul 2010 pentru județul Harghita, cod LMI HR-II-a-B-12965.

## Istoric și trăsături
Este situată lângă drumul care duce la Sânsimion, în locul numit Vásárhely (în trad. "locul de târg"). Capela a fost ridicată în secolul al XVI-lea, în stil baroc. 